# Horný Hričov
Horný Hričov (ungarisch Felsőricsó – bis 1907 Felsőhricsó) ist eine Gemeinde im Norden der Slowakei mit 884 Einwohnern (Stand 31. Dezember 2024) im Okres Žilina, einem Kreis des Žilinský kraj.

## Geographie
Die Gemeinde befindet sich am oberen Ende der Tallandschaft Považské podolie am linken Ufer der Waag, zwischen dem Gebirge Súľovské vrchy südlich und dem Javorník-Gebirge nördlich des Ortes. Der Stausee Hričov östlich des Ortes trägt seinen Namen nach der Gemeinde. Das Ortszentrum liegt auf einer Höhe von 318 m n.m. und ist acht Kilometer von Žilina entfernt.
Nachbargemeinden sind Svederník im Norden, Divinka im Nordosten, Žilina (Stadtteil Žilinská Lehota) im Osten und Südosten, Dolný Hričov im Süden und Kotešová im Westen.

## Geschichte

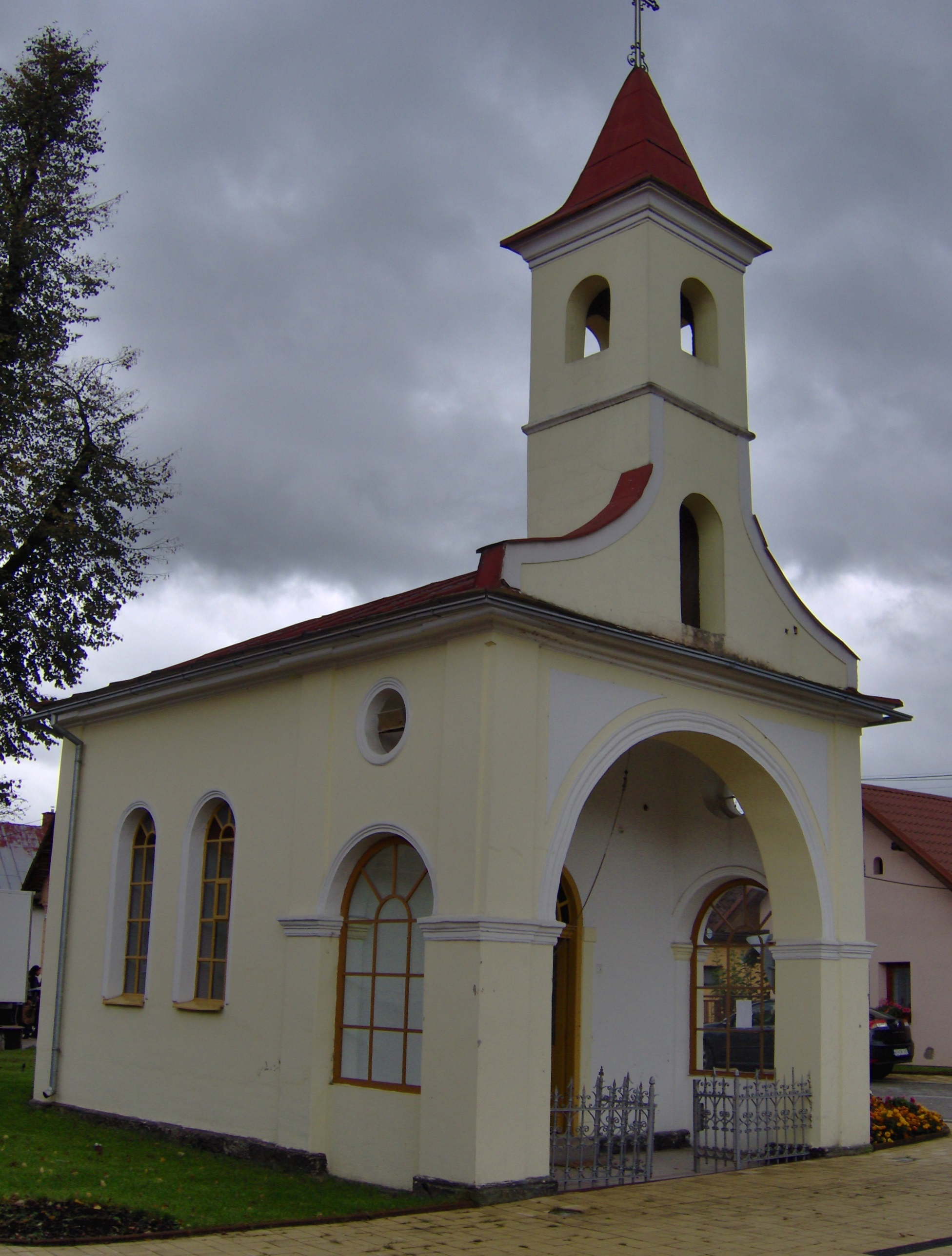
Kapelle in Horný Hričov

Der Ort wurde zum ersten Mal 1208 als Rizoi schriftlich erwähnt und war damals Teil des Herrschaftsgebietes der Burg Hričov. In der zweiten Hälfte des 16. Jahrhunderts wurde Horný Hričov an das Herrschaftsgebiet von Bytča angeschlossen; 1598 hatte die Ortschaft 12 Häuser. 1828 zählte man 61 Häuser und 487 Einwohner, deren Haupteinnahmequellen Forst-, Landwirtschaft, Schafzucht und Weberei waren.
Bis 1918 gehörte der im Komitat Trentschin liegende Ort zum Königreich Ungarn und kam danach zur Tschechoslowakei beziehungsweise heute Slowakei. Bis zum Ende der ersten tschechoslowakischen Republik arbeiteten zwei Ziegeleien und eine Säge im Dorf. 1920 und 1924 brannten große Teile von Horný Hričov nieder. 1962 wurde ein Teil des Gemeindegebietes durch den gerade fertiggestellten Stausee Hričov überflutet.
Historische Namen sind unter anderen Superior Herichou (1282), Felsew Rihcho (1469), Horny Hrčov (1773) und Horní Hryčov (1808).

## Bevölkerung
| Jahr                | 1994 | 2004     | 2014    | 2024     |
| ------------------- | ---- | -------- | ------- | -------- |
| Anzahl der Personen | 706  | 780      | 803     | 884      |
| Unterschied         |      | +10,48 % | +2,94 % | +10,08 % |

| Jahr                | 2023 | 2024    |
| ------------------- | ---- | ------- |
| Anzahl der Personen | 874  | 884     |
| Unterschied         |      | +1,14 % |

Gemäß der Volkszählung 2011 wohnten in Horný Hričov 769 Einwohner, davon 709 Slowaken und zwei Tschechen. Ein Einwohner gab eine andere Ethnie an und 57 Einwohner machten keine Angabe zur Ethnie.
613 Einwohner bekannten sich zur römisch-katholischen Kirche, 17 Einwohner zur Evangelischen Kirche A. B., jeweils zwei Einwohner zu den Zeugen Jehovas und zur griechisch-katholischen Kirche sowie jeweils ein Einwohner zur apostolischen Kirche und zur Pfingstbewegung. 55 Einwohner waren konfessionslos und bei 78 Einwohnern ist die Konfession nicht ermittelt.

## Bauwerke
- Kapelle aus der Mitte des 19. Jahrhunderts